# Calgary Flames
Los Calgary Flames (en español, Llamas de Calgary) son un equipo profesional de hockey sobre hielo de Canadá con sede en Calgary, Alberta. Compiten en la División Pacífico de la Conferencia Oeste de la National Hockey League (NHL) y disputan sus partidos como locales en el Scotiabank Saddledome.

## Historia

### Atlanta Flames (1972 a 1980)

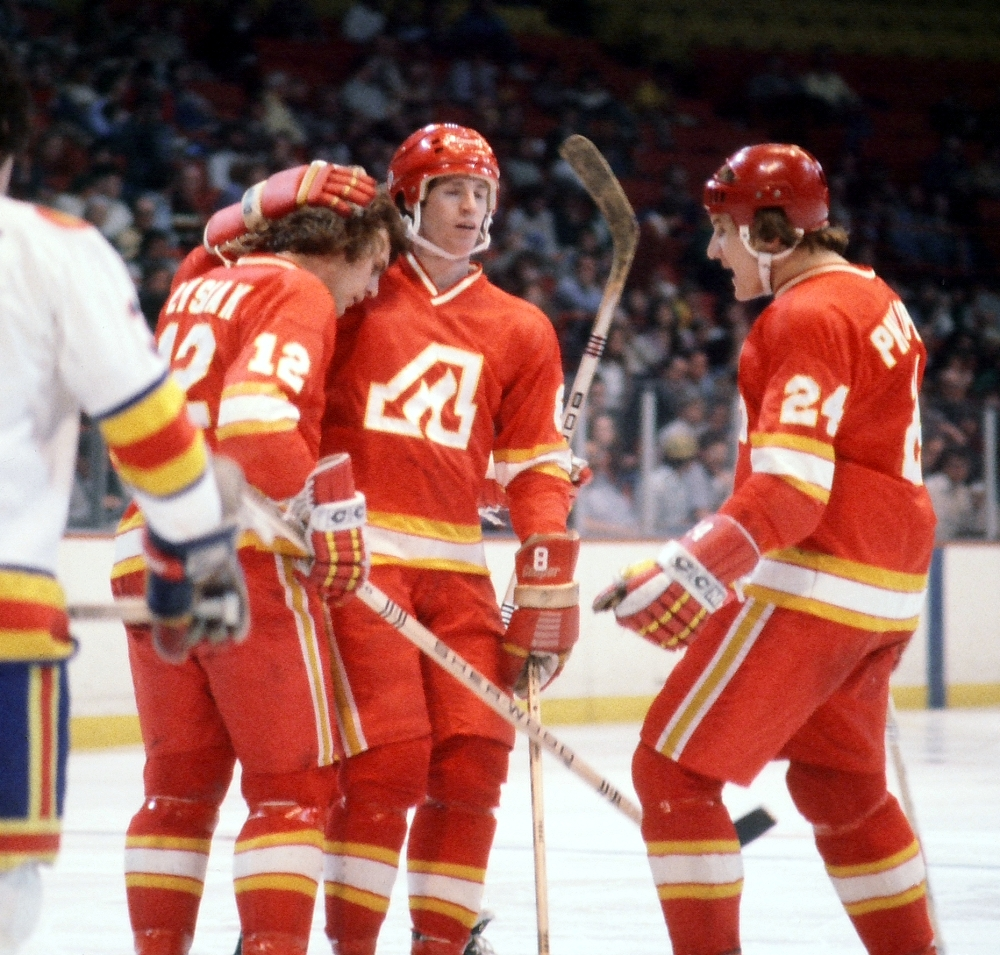
Tom Lysiak celebra un gol con los Atlanta Flames.

La historia de la franquicia comienza en 1968, cuando el empresario Tom Cousins y el gobernador del Estado de Georgia, Carl Sanders, compraron los St. Louis Hawks de la NBA y trasladaron la franquicia a la ciudad de Atlanta. La construcción del Omni Coliseum, pabellón multiusos que albergaría al equipo de baloncesto, propició la posibilidad de que un equipo de hockey sobre hielo se asentara en la ciudad.
Esto se confirmó en noviembre de 1971, cuando la National Hockey League garantizó una franquicia de expansión al grupo de Cousins para la temporada 1972-73, lo que suponía además la expansión hacia el sur del país del campeonato. El equipo contrató a Cliff Fletcher como director general y a la ex-estrella canadiense Bernie Geoffrion como entrenador. Durante las primeras temporadas el equipo dio una buena imagen, y aunque no pudo clasificarse en su temporada de debut si lo logró un año más tarde, cayendo en cuartos ante Philadelphia Flyers. En 1974-75 volvieron a quedar fuera.
Desde 1975 y hasta su traslado en 1980 el equipo consiguió meterse en la fase final de la NHL, y conformó un equipo que mezclaba veteranía con jóvenes promesas y jugadores de la WHA. Sin embargo, los problemas comenzaban a asomar en la franquicia debido a la caída de espectadores. El Grupo Omni Sports encontró serias dificultades para mantener el equipo y el interés en la ciudad decayó, por lo que Cousins y el resto de su consorcio vendió el equipo a un grupo de empresarios de Calgary encabezado por el empresario Nelson Skalbania por una cifra de 16 millones de dólares americanos, un récord en aquella época. El equipo se trasladó a Canadá pero mantuvo el nombre del equipo, pasando a ser Calgary Flames.

### Calgary Flames (Desde 1980)

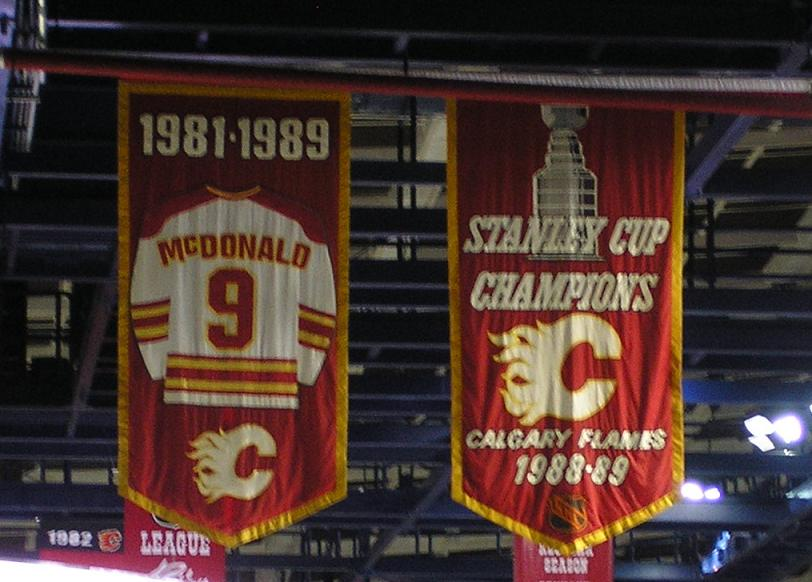
Título que acredita la Stanley Cup obtenida por los Flames en 1989.

#### Década de 1980
El equipo gozó del interés del público desde sus comienzos, vendiendo 10 000 abonos de temporada y otros 7000 de media temporada. Liderados por Kent Nilsson con 49 goles y 131 puntos, los Flames se clasificaron en su temporada de debut para playoff. Después de su traslado, el equipo tuvo mejor suerte en la fase final llegando a alcanzar cotas más altas en sus primeros años, y logró una buena racha clasificándose para playoffs desde 1980-81 hasta 1991-92.
Los Flames entablaron pronto una rivalidad con el otro equipo de Alberta, los Edmonton Oilers, con los que pronto comenzarían a disputar intensor derbis conocidos como The Battle of Alberta (La batalla de Alberta). Dentro de esa rivalidad el equipo de Calgary se empeñó en fichar a jóvenes promesas del hockey canadiense y estadounidense, incluyendo a Joel Otto, Gary Sutter y Colin Patterson entre otros. Además, el equipo rastreó el mercado europeo siendo el primer club en draftear a jugadores de la Unión Soviética como la estrella del CSKA, Sergei Makarov, en 1983 a pesar de que éstos no pudieron partir a equipos de la NHL hasta 1989. En 1983 el equipo se traslada a su nuevo hogar, el Olympic Saddledome, construido como una de las sedes de los Juegos Olímpicos de Invierno de 1988 en la ciudad.
Los jugadores fichados por Cliff Fletcher convirtieron a los Flames en uno de los equipos más potentes de la NHL entre 1985 y 1990, con una media superior a los 90 puntos en cada temporada regular durante esos años, aunque se vieron afectados por la estructura del campeonato para los playoff donde terminaban enfrentándose ante los Oilers, que durante esa década fueron los dominadores de la liga con cinco Copas Stanley. Sin embargo, supo sortear la situación y en la temporada 1985-86, tras quedar primero de división y posteriormente campeón de conferencia, los Flames derrotaron a Winnipeg Jets, Edmonton Oilers (en una apretada tanda que terminó 4-3 por un gol en propia meta de Edmonton) y St. Louis Blues para llegar a la final de la Stanley Cup, en la que cayeron derrotados ante los Montreal Canadiens.
A partir de ahí los Flames continuaron una buena racha de resultados y temporadas que no terminó de cuajar en las rondas finales. Calgary consiguió superar por primera vez los 100 puntos en la fase regular de 1987-1988 y se hizo con su primer President's Trophy, aunque cayeron ante los Oilers en playoff. Una temporada después revalidarían el Trofeo de los Presidentes con un récord de 117 puntos en la temporada, y hubo una mejor suerte en la fase final. Tras vencer en los playoff a Vancouver Canucks, Los Angeles Kings y Chicago Blackhawks, llegaron a la final de la Stanley Cup donde se enfrentarían de nuevo a los Canadiens. Y en esta ocasión los Flames vencieron por 4-2 en las series, consiguiendo así el primer título en la historia de la franquicia. Al MacInnis obtuvo el Conn Smythe Trophy como mejor jugador de los playoffs en 1989.
Los esfuerzos de Cliff Fletcher para negociar con las autoridades soviéticas permitieron la llegada de un primer grupo de jugadores de la URSS a la liga norteamericana en 1989, por lo que Sergei Makarov pudo unirse a la disciplina de Calgary convirtiéndose en el novato del año en la NHL. La selección causó controversia debido a su elevada edad para ser considerado como rookie, por lo que la organización tuvo que regular el sistema de draft a partir del año siguiente excluyendo a los menores de 26.

#### Década de 1990
La situación del club dio un giro con la salida de Cliff Fletcher, en el club desde su creación en 1972, que fichó como director general de los Toronto Maple Leafs y que propició varios fichajes y traspasos que transformaron por completo a los dos equipos. Así, los Maple Leafs pasaron a ser un equipo competitivo mientras que los Flames perdieron gran parte de su juego y se quedaron fuera de los playoffs en la temporada 1991-92 por primera vez desde que estaban en Calgary. De 1992 a 1996 consiguieron la clasificación para la fase final llegando a conseguir el título de División en 1994 y 1995, pero caían en playoff a las primeras de cambio.
Pero los Flames atravesaron después una mala racha por la que se perdieron los playoff durante siete años, con récords negativos de resultados, y a la que se sumó la mala situación económica que atravesaban los equipos de Canadá con la caída del dólar canadiense. El equipo no podía retener más a sus estrellas y no podía competir, por lo que vendieron en 1999 a su estrella Theoren Fleury entre otros.

#### Década de 2000

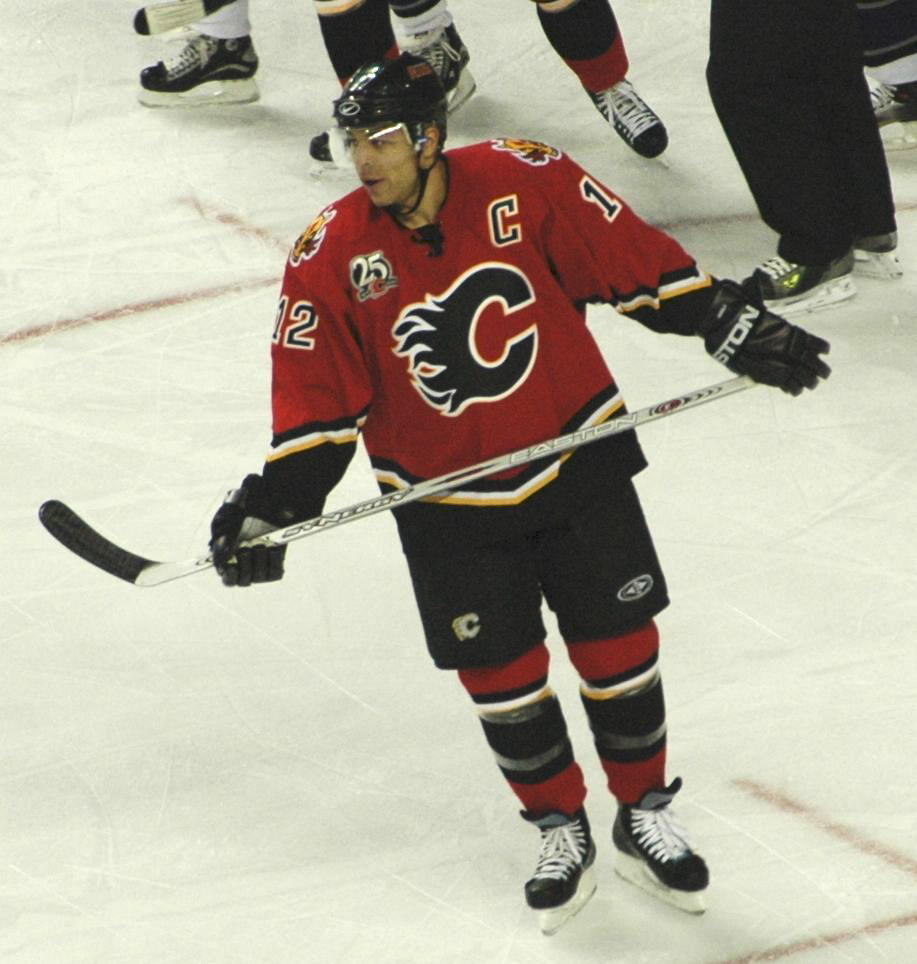
Jarome Iginla, uno de los estandartes de los Flames.

A pesar de los malos resultados, continuaron saliendo buenos jugadores como Ilya Kovalchuk o Jarome Iginla, que consiguió el Rocket Richard y el Trofeo Art Ross en la temporada 2001-02. Tras siete temporadas sin meterse en la fase final, se contrata a Darryl Sutter como entrenador. Con él vendría el portero Miikka Kiprusoff, que obtuvo el récord de portero menos goleado.
El equipo regresó a playoff en la temporada 2003-04 por la puerta grande, venciendo en los playoff a tres campeones de división: Vancouver Canucks (Noroeste), Detroit Red Wings (Central) y San Jose Sharks (Pacífico), proclamándose campeones de la Conferencia Oeste. Los Flames pudieron meterse en la final de la Stanley Cup de 2004, pero no tuvieron la misma suerte y perdieron ante Tampa Bay Lightning en una apretada final que se decidió en el último partido. A pesar de la derrota, 30.000 aficionados se acercaron para recibir al equipo. El equipo no pudo defender al año siguiente su campeonato de Conferencia debido a la huelga que paralizó la temporada 2004-05.
En el campeonato 2005-06 los Flames consiguieron ser campeones de División, finalizando la temporada con 103 puntos, pero perdieron en primera ronda ante los Mighty Ducks of Anaheim. Kiprusoff consiguió ese año el William M. Jennings Trophy y el Vezina Trophy como mejor portero del campeonato. En 2006 Sutter deja el puesto de entrenador en manos de su asistente, Jim Playfair, para convertirse en el nuevo director general del equipo. Poco después ficharía como entrenador a Mile Keenan.

## Estadio

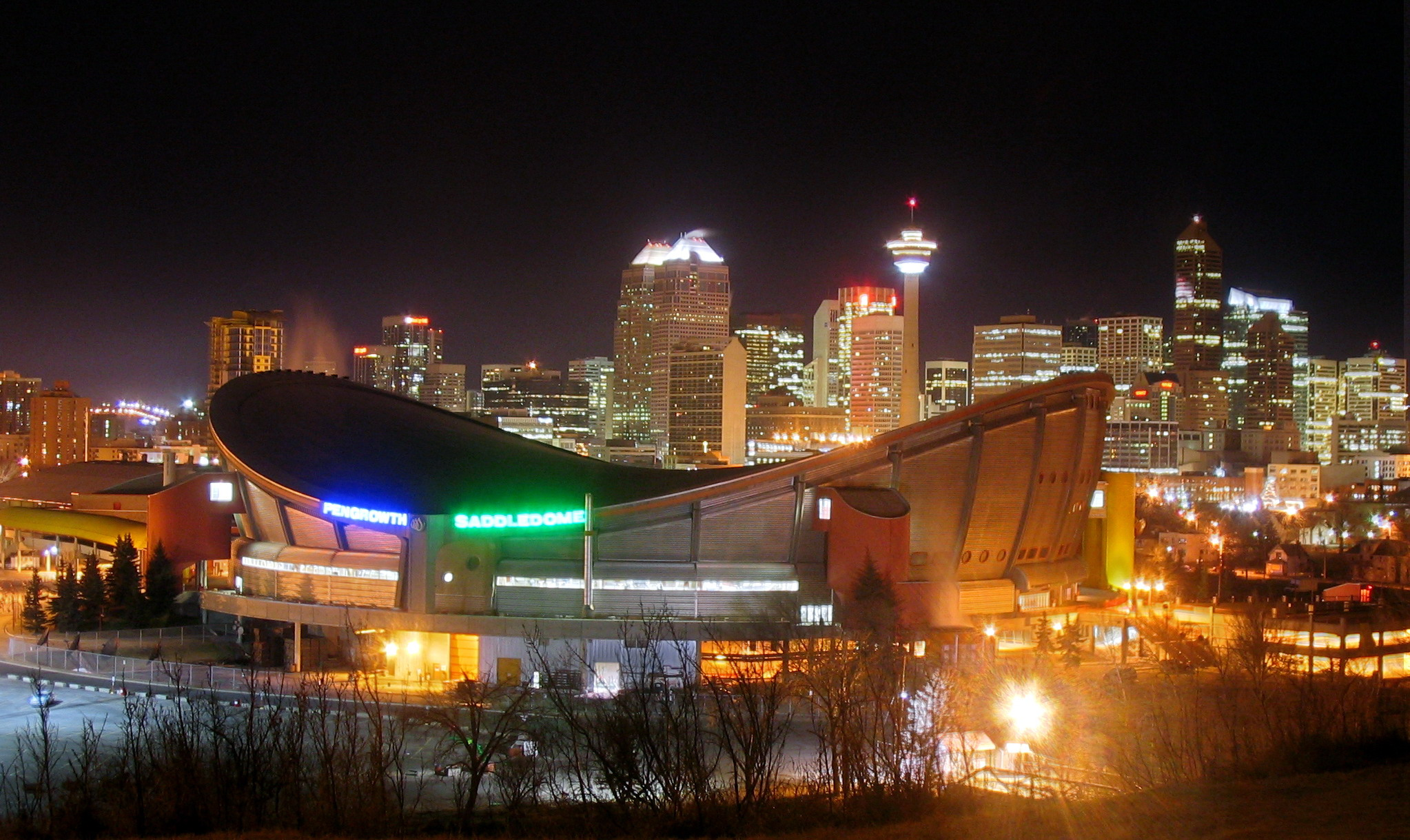
El Pengrowth Saddledome de noche.

Calgary Flames juega sus partidos como local en Pengrowth Saddledome, con capacidad aproximada para 17.000 espectadores. Se llama así porque la cubierta del estadio tiene forma de silla de montar.
Además de hockey, el arena puede albergar otros acontecimientos deportivos y eventos musicales.

## Logo y equipación
Calgary juega con jerséis de color rojo (casa) y blanco (fuera), empleando además los colores dorado y negro. Esto ha sido así desde el establecimiento de la franquicia en Calgary e incluso, aunque con lógicas variaciones, cuando el equipo era Atlanta Flames.
El logotipo es una "C" de Calgary en llamas. Aunque el nombre del equipo originalmente estaba pensado por la toma de Atlanta durante la guerra civil estadounidense, se mantuvo cuando se trasladaron a Canadá porque sus propietarios consideraron que podía combinar con la situación de una ciudad petrolera como Calgary.
Además los Flames cuentan con Harvey the Hound, primera mascota de la historia de la NHL.

## Palmarés
Stanley Cup
- 1988-89

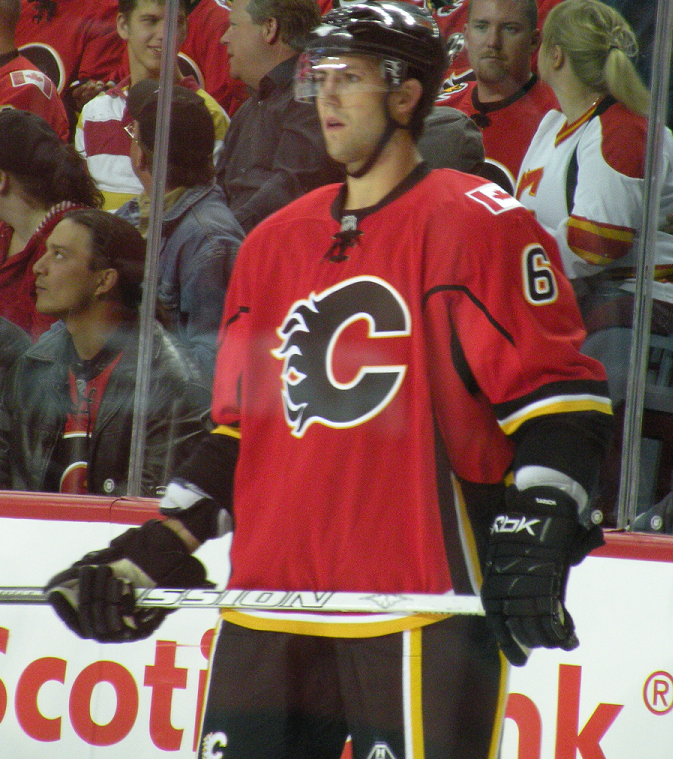
Corey Sarich con la equipación de los Flames.

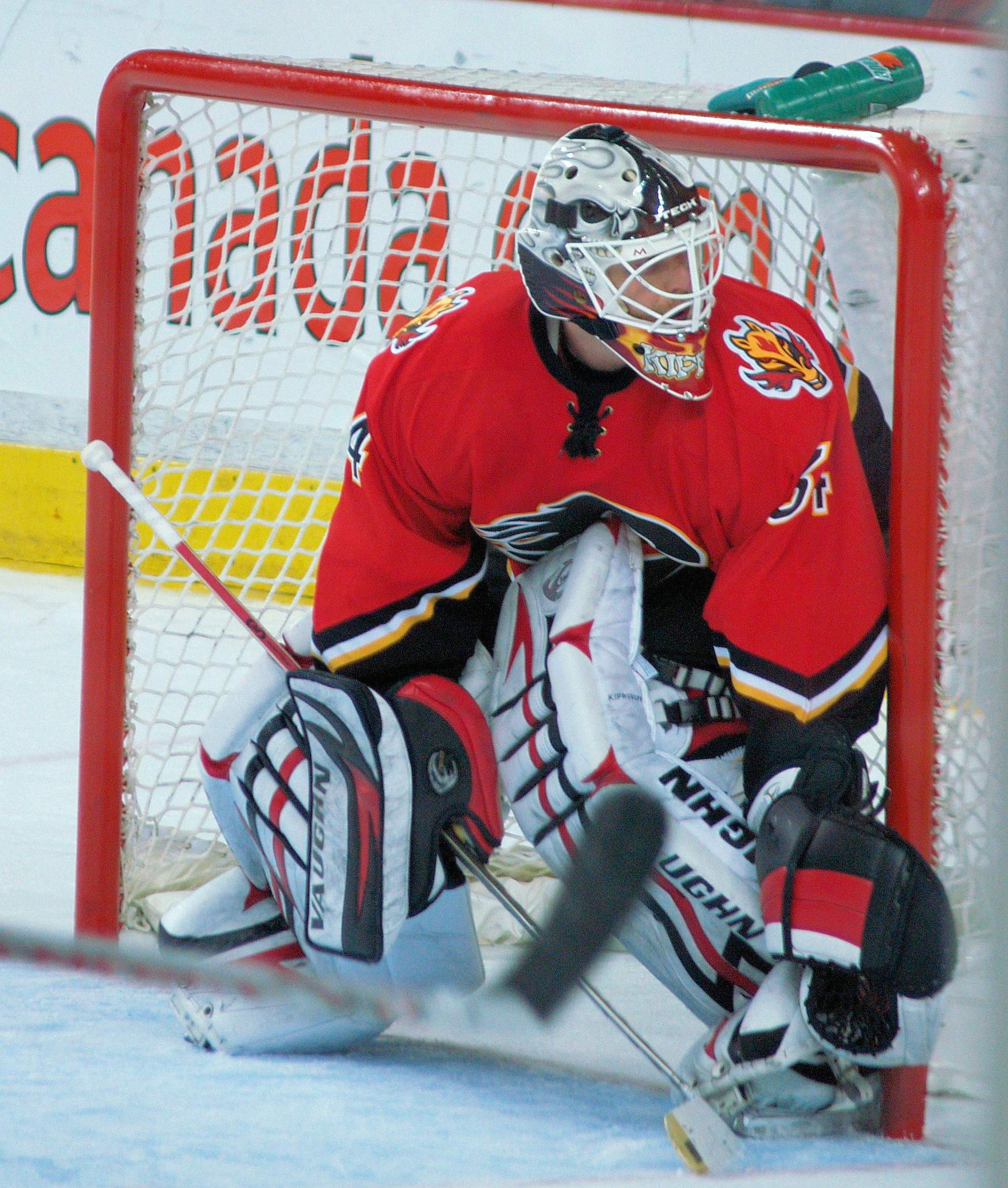
Miikka Kiprusoff, portero y campeón del Vezina Trophy en 2006.

Clarence S. Campbell Bowl (Campeonato de Conferencia)
- 1985-86, 1988-89, 2003-04

President's Trophy
- 1987-88, 1988-89

Campeonatos de División
- 1987-88, 1988-89, 1989-90, 1993-94, 1994-95, 2005-06

Trofeo Lester B. Pearson
- Jarome Iginla: 2001-02

Trofeo Art Ross
- Jarome Iginla: 2001-02

Trofeo Vezina
- Miikka Kiprusoff: 2005-06

Trofeo Conn Smythe
- Al MacInnis: 1988-89

Trofeo Maurice Richard
- Jarome Iginla: 2001-02, 2003-04

Trofeo William M. Jennings
- Miikka Kiprusoff: 2005-06

Trofeo Calder
- Gary Suter: 1985-86
- Joe Nieuwendyk: 1987-88
- Sergei Makarov: 1989-90

Trofeo Bill Masterton
- Lanny McDonald: 1982-83
- Gary Roberts: 1995-96

NHL Plus/Minus Award
- Brad McCrimmon: 1987-88
- Joe Mullen: 1988-89
- Theoren Fleury: 1990-91

Trofeo King Clancy
- Lanny McDonald: 1987-88
- Joe Nieuwendyk: 1994-95
- Jarome Iginla: 2003-04

Trofeo Lady Byng
- Joe Mullen: 1986-87, 1988-89

Trofeo Lester Patrick
- Bob Johnson: 1987-88
- Joe Mullen: 1994-95